# Яшин Дмитро Валерійович
Дмитро Валерійович Яшин (рос. Дмитрий Валерьевич Яшин, нар. 25 квітня 1993, Похвистневе, Самарська область, Росія) — російський футболіст, захисник казахстанського клубу «Актобе».

## Життєпис
У 19 років переїхав з Самари в Грозний та приєднався до «Терека». Спочатку виступав за дубль та фарм-клуб «Терек-2», а згодом відправився в оренду до клубів ФНЛ саратовський «Сокіл» та іркутський «Байкал», а також у Другому дивізіоні — за «Орел».
У березні 2016 року перейшов в оренду до білоруського клубу «Крумкачи». Йому вдалося стати одним з основних захисників команди. Наприкінці сезону 2016 року повернувся з оренди в «Терек», але в лютому 2017 року став гравцем мінчан на постійній основі, підписавши дворічний контракт. Розпочав сезон основним гравцем. 29 липня 2017 року разом з низкою інших футболістів «Крумкачів» відмовився виїжджати на матч проти «Вітебська» через затримку виплат зарплати і незабаром за згодою сторін залишили команду.
У серпні 2017 року став гравцем вірменського «Гандзасару». Наприкінці сезону 2017/18 років залишив команд і повернувся до Білорусі в серпні 2018 року, підписавши контракт з мінським «Променем». У складі «Променя» закріпився у стартовому складі. У грудні 2018 року продовжив контракт на сезон 2019 року.
На початку 2019 року у зв’язку з переїздом «Проміня» в Могильові та злиттям з місцевим «Дніпром» став гравцем об’єднаної команди, яка отримала назву «Дняпро». Став основним головним захисником Могильова, але не врятував команду від вильоту в Першу лігу.
У січні 2020 року переїхав до жодинського «Торпедо-БелАЗу». Закріпився у стартовому складі й допоміг клубу виграти бронзові медалі чемпіонату 2020 року. У січні 2021 року продовжив угоду з жодинцями.

## Досягнення
«Гандзасар» (Капан)
- Прем'єр-ліга Вірменії
  -  Бронзовий призер (1): 2017/18

- Кубок Вірменії
  -  Володар (1): 2017/18

«Торпндо-БелАЗ» (Жодино)
- Білоруська футбольна вища ліга
  -  Бронзовий призер (1): 2020